# Amatori Rugby Milano 1990-1991

## Serie A1 1990-1991

Da sinistra: il primo centro Mauro Tommasi e il tre quarti ala Marcello Cuttitta festeggiano il quindicesimo scudetto, il primo per il club dal 1946.

### Stagione regolare
| Incontro                         | Andata | Ritorno |
| -------------------------------- | ------ | ------- |
| Amatori Milano - Tarvisium       | 21-9   | 26-3    |
| Petrarca - Amatori Milano        | 12-19  | 12-23   |
| San Donà - Amatori Milano        | 23-27  | 8-46    |
| Amatori Milano - Rovigo          | 16-15  | 35-12   |
| Parma - Amatori Milano           | 23-27  | 8-46    |
| Amatori Milano - Benetton        | 38-9   | 24-12   |
| Calvisano - Amatori Milano       | 10-36  | 7-53    |
| Amatori Milano - L’Aquila        | 31-4   | 15-15   |
| Amatori Catania - Amatori Milano | 4-22   | 9-40    |
| Amatori Milano - Livorno         | 54-14  | 43-19   |
| Noceto - Amatori Milano          | 8-55   | 6-136   |

#### Risultati della stagione regolare
| Posizione | G  | V  | N | P | PF  | PS  | DP   | Pt |
| --------- | -- | -- | - | - | --- | --- | ---- | -- |
| 1ª        | 22 | 21 | 1 | 0 | 828 | 214 | +614 | 43 |

### Play-off scudetto
| Incontro | Incontro                  | Andata | Ritorno |
| -------- | ------------------------- | ------ | ------- |
| QF       | Amatori Milano - Lyons    | 59-12  | 43-15   |
| SF       | Amatori Milano - Petrarca | 27-10  | 24-12   |
| F        | Amatori Milano - Benetton | 37-18  | 37-18   |